# Victoria Lomasko
Victoria Lomasko (rus: Виктория Валентиновна Ломаско) (Sérpukhov, 6 d'agost de 1978) és una il·lustradora i activista russa, coneguda per les seves publicacions, sovint molt crítiques amb el règim de Vladímir Putin. En el moment d'esclatar la guerra d'Ucraïna, Lomasko va fugir de Rússia per instal·lar-se durant un temps a Brussel·les gràcies a un visat francès que li aconseguí la productora d'un documental sobre ella mateixa a Bèlgica. Actualment, es troba a Alemanya, de la mà d'una beca de creació.

## Biografia
Nascuda a la localitat russa de Sérpukhov, en aquell moment part de la República Socialista Federativa Soviètica de Rússia dins de la Unió Soviètica, als dinou anys es va traslladar a viure a Moscou i es va graduar el 2003 en arts gràfiques i disseny de llibres a la Universitat Estatal de Belles Arts de Moscou. Es va especialitzar en reportatges gràfics i va recuperar la tècnica tradicional de dibuix que es practicava a Rússia durant el setge de Leningrad, al gulag i a l'Exèrcit Roig, molt influenciada pel seu pas com a voluntària per diferents presons russes on donava classes de dibuix als interns.
La seva obra ha aparegut en diversos mitjans i ha estat objecte d'exposicions tant a Rússia com a la resta d'Europa on es va donar a conèixer especialment amb la publicació del seu llibre Other Russias. Per exemple, a Espanya va participar en una exposició col·lectiva d'una trentena d'artistes al Museu Nacional Centre d'Art Reina Sofia el 2014 sota el títol 'Un saber realment útil' en el marc del projecte 'Els usos de l'art'. Guanyadora del Premi Kandinsky de Rússia, el 2018 obtenir el premi Pushkin House al millor llibre traduït i publicat en anglès. El 2020, Godall Edicions va editar-lo en català amb el títol Altres Rússies.

## Estil
El seu estil destaca per captar l'energia dels esdeveniments en directe que es donen al seu país; incorpora testimonis de la gent de carrer, feministes, gent gran, col·lectius dissidents, persones LGTBIQ+, però també partidaris de Putin.

## Obra en català
- Altres rússies (Godall Edicions, 2020) Traducció de Marta Nin.
- L'última artista soviètica (Godall Edicions, 2022) Traducció d'Arnau Barios.